# George Alexander Baird
George Alexander Baird (30 de septiembre de 1861 - 18 de marzo de 1893) fue un rico heredero británico, propietario y criador de caballos de carreras. Considerado el jinete aficionado ("gentleman rider") más exitoso de su época, compitió bajo el pseudónimo de "Mister Abington". Fue una figura polémica, en conflicto permanente con las instituciones hípicas de su tiempo, y varias veces "amenazado de expulsión" por su agresivo comportamiento en el mundo de las carreras de caballos.
También estuvo implicado en escándalos ligados a combates de boxeo amañados, y estuvo involucrado en dos casos judiciales de divorcio por adulterio. Mantuvo una turbulenta relación con Lillie Langtry, conocida actriz y antigua amante del Príncipe de Gales (posteriormente coronado rey Eduardo VII de Inglaterra).
Murió víctima de una neumonía a los treinta y tres años de edad en una habitación de un hotel de Nueva Orleans, Luisiana, donde había viajado para patrocinar unos combates de boxeo.

## Fortuna familiar
La riqueza de la familia Baird provenía de la industria del abuelo Alexander Baird (1765-1833) y de siete de sus hijos, que explotaron numerosos arrendamientos de minas de carbón y de otros minerales en Escocia desde 1816. Construyeron fundiciones de hierro que en los 15 años siguientes llegaron a ser las más grandes del país, y en 1830 se fundó la William Baird y Compañía. La revolución industrial y la expansión de los ferrocarriles supuso un enorme crecimiento de la riqueza familiar, que utilizaron para comprar tierras y propiedades en Escocia. La herencia recibida por George Alexander Baird incluía la de su padre, más la de dos de sus tíos ricos que habían muerto sin descendencia.

## Educación
Baird tenía nueve años cuando su padre murió en 1870. Su herencia debía permanecer en depósito hasta que fue mayor de edad. Los fondos liberados por los albaceas durante su minoría de edad no eran suficientes para su educación, por lo que su madre consiguió ante los tribunales que se liberase una considerable cantidad de dinero adicional.
Fue alumno del colegio privado de Saint Michael, en Aldin House, Slough, antes de ingresar en Eton, donde permaneció solo durante un año (1875). Posteriormente acudió al Magdalene College de la Universidad de Cambridge de 1879 a 1881, aunque nunca llegó a graduarse.

## Influencia temprana
Su madre fue incapaz (o poco dispuesta) de disciplinar a Baird después de la muerte de su padre. De nombre Cecilia, era la hija mayor del vicealmirante Villiers Francis Hatton, que se había casado con el padre de Baird en 1858, cuando ella tenía 35 años y su esposo 48. Su único hijo, George Alexander Baird, nació tres años más tarde. Se crio con unos padres bastante mayores y sin la compañía de ningún hermano. Sus escapadas para montar a caballo y frecuentar dudosas compañías femeninas eran las principales distracciones del joven George Alexander.
En su libro "Turf Memories of Sixty Years" (Memorias Hípicas de Sesenta Años), Alexander Scott relata que conoció a Baird desde que era un adolescente, y posteriormente siguió la carrera de "este gran jinete". De él escribió que "El amor por los caballos era su vínculo de amistad, que extendía a todo el mundo independientemente de su clase social. Era capaz de discutir sobre caballos con un barrendero".
El interés de Baird por el "Turf" también pudo haber sido animado por el ejemplo de sus primos, los Douglas Baird, quienes eran unos exitosos propietarios, y por Edward (Ned) Baird, también jinete aficionado y propietario.

## "Mister Abington" jinete
Debido a que sus albaceas testamentarios desaprobaban su participación en las carreras de caballos, el joven Baird empezó a utilizar el "alias" de "Mister Abington", que continuó usando durante el resto de su vida tanto como jinete como propietario.
El deseo de ganar de Baird era obsesivo. Durante sus primeros tiempos en la pista, llegó a ser conocido por su forma de montar agresiva. Varias veces advertido por los jueces, un incidente con otro aficionado (Lord Harrington) en Four Oaks, Birmingham, en 1882, le costó dos años de suspensión. "Advertido de Expulsión", no podía montar, o correr sus caballos durante el periodo de sanción en las competiciones adscritas a las reglas de la National Hunt y del Jockey Club. Transfirió sus caballos a un testaferro −Ross (Stiffy) Smith− para que pudieran correr con otros colores, mientras que continuó montando en carreras en Francia.
Después de levantarse la prohibición, Baird regresó a correr en Gran Bretaña. Cambió sus colores, adoptando una chaqueta verde botella y una gorra roja, y puso un grupo de caballos de calidad bajo la tutela del jockey y preparador Tom Cannnon. Así mismo, consiguió que el laureado jockey Fred Archer se comprometiera a ayudarle a mejorar su técnica de monta en las carreras. En su primera temporada tras la prohibición, 1884, Baird consiguió 13 victorias bajo las reglas del Jockey Club; 22 en 1885, 28 en 1886; 46 en 1887; 36 en 1888; y en su año mejor, 1889, 61 victorias. Para poner sus logros en su justa perspectiva histórica, basta señalar que en 1889, el siguiente mejor jinete amateur sólo logró tres triunfos, mientras que el mejor Jockey Profesional (Tommy Loates) logró 167. Baird nunca volvió a conseguir otra vez un registro semejante: al año siguiente obtuvo 42 triunfos; y en 1891 26.
Baird era alto en relación con los jockeys profesionales, por lo que tenía que estar luchando constantemente contra su peso. Cuando montaba, se mantenía a base de una dieta draconiana, perdiendo peso adicional a base de hacer ejercicio y sudar. En su año grande de 1889, llegó a pesar 9 piedras y 11 libras (62,142 kg ). Pese a su dieta e intentos de pérdida de peso, nunca pudo bajar a los niveles de los jockeys profesionales. Por ejemplo, Tommy Loates pesaba 7 piedras y 1 libra (44,905 kg) y Fred Archer, que era de la misma altura que Baird, era casi una piedra (6,350 kg) más ligero. En muchas carreras con "handicap", Baird era competitivo cuando los pesos asignados a los caballos estaban ajustados para ofrecer concursos igualados incluyendo su propio peso.
Si tenía la posibilidad de montar un ganador potencial, viajaba a cualquier distancia (en una ocasión incluso contrató un tren para conseguir llegar a tiempo a una carrera). Si no tenía un caballo adecuado de su propia cuadra disponible, montaba para otros propietarios.

## "Mister Abington" propietario

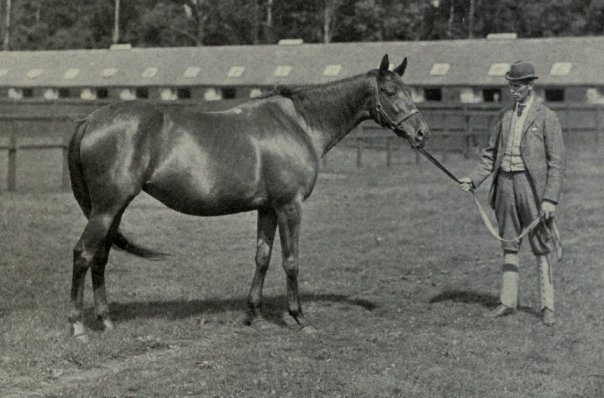
La yegua Busybody, en 1890, tras ser retirada de la competición.

En la época en la que Baird regresó a los hipódromos después de la prohibición, ya había heredado su fortuna familiar y comenzó por comprar caballos de carreras; Tom Cannon –bisabuelo de Lester Piggott– actuaba como su asesor. Acudieron a la venta de disolución de la cuadra de Lord Falmouth, comprando algunos caballos de calidad, incluyendo a la potra de tres años Busybody, que Tom Cannon condujo a vencer en la 1.000 Guineas Stakes de Newmarket y la Oaks de Epsom en aquel mismo año. Busybody fue madre de un potro llamado Meddler, que vendido tras la muerte de Baird en los Estados Unidos, llegó a ser un semental muy exitoso e influyente.

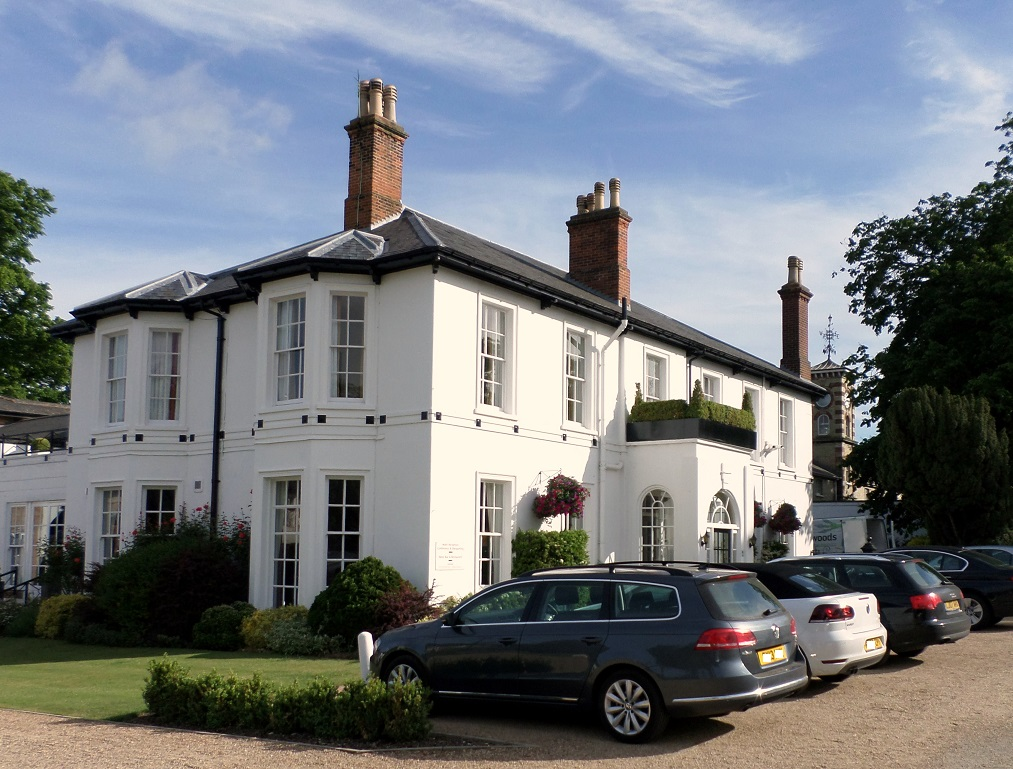
Bedford Lodge (actualmente un hotel)

Baird continuó comprando caballos (a menudo vendiendo ejemplares de menor categoría), arrendando los establos de Bedford Lodge en Newmarket (Suffolk), al Capitán James Machell, y empleando a Martin Gurry como su preparador. También contó con Tom y William Stevens en Berkshire, Bob Armstrong de Penrith, James Prince en Lewes y otros; llegando a afirmar una vez que "no estaba seguro de cuántos caballos poseía". Su yeguada estaba en Kentford, cerca de Newmarket (conocida más tarde como Meddler Stud), y posteriormente la trasladó a Moulton Paddocks en 1892. Baird también tuvo arrendado Whittington Old Hall durante un periodo, y residió allí cuando se disputaban carreras en lugares próximos.

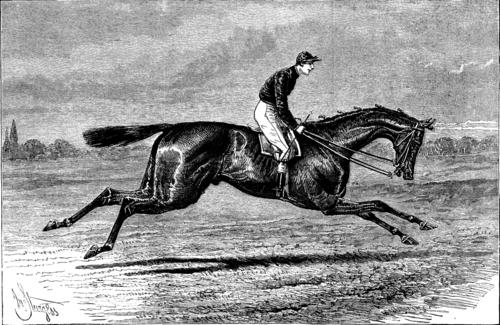
Merry Hampton

Martin Gurry encontró a Baird difícil para trabajar con él. Durante una de sus disputas, Baird le retiró todos sus caballos, y se los envió a William Stevens, incluido un caballo llamado Merry Hampton. Baird y Gurry limaron sus diferencias, y los caballos regresaron a Bedford Lodge a tiempo para que Merry Hampton corriese en el Derby de Epsom, que ganó cumplidamente (1887). Todo el mundo esperaba que Baird pasease a Merry Hampton en el recinto de los ganadores tras la carrera, como era lo habitual para el propietario ganador del Derby. Sin embargo, rehusó hacerlo, lo que fue visto como un desaire a los organismos establecidos, con los qua a menudo se había enfrentado. Esta antipatía mutua contrastaba con las magníficas relaciones que su primo Douglas mantuvo con las instituciones, hasta el punto de ser elegido miembro del Jockey Club en 1887.
Baird reemplazó a Gurry en Bedford Lodge por Charles Morton en 1888. Baird no resolvió su disputa con Gurry sobre su contrato hasta 1890. Morton duró cuatro años, para ser reemplazado por Joe Cannon, hermano más joven de Tom. Charles Mowbey fue su el director elegido por Baird, y Jack Watts su jockey en plantilla. Martin Gurry utilizó el dinero recibido de Baird para construir un establo en Newmarket, donde entrenó durante 27 años. Llamó al establecimiento Abington Place.
Así como ganó el Derby en 1887, ese mismo año Baird encabezó la lista de propietarios con 46 victorias para sus caballos. Se ha dicho que Baird estaba sobre todo interesado en montar ganadores él mismo, pero esto no fue siempre posible debido a las restricciones en algunas reuniones, donde los jinetes amateurs no podrían competir, o porque su peso se lo impidió.

## Vida privada
En 1890, Baird fue encausado en el caso de divorcio de Francis Darbishire contra su mujer, la actriz Agnes Hewitt. Baird argumentó como defensa que no sabía que Agnes estaba casada, pero fue condenado a pagar daños al demandante.
También estuvo implicado en otro caso similar, esta vez con la antigua actriz Dolly Tester, esposa de su amigo Lord Ailesbury, siendo encausado de nuevo en un litigio de divorcio. Los absurdos acontecimientos que desembocaron en este proceso incluyeron un "secuestro" y una pelea pública entre el lord, el "secuestrador," y Dolly.
En 1884 Baird fue acusado de golpear a un policía en Whittington. El cargo fue reducido a otro por obstrucción, después del trámite de audiencia (Baird había intentado dar una patada al policía) y fue multado con 5 libras.
Baird y la actriz Lillie Langtry mantuvieron un romance aireado por la prensa. Se conocieron durante una carrera de caballos en Newmarket en abril de 1891, cuando Baird ofreció a Langtry un consejo acerca de a qué caballo apostar. Estaba tan seguro del resultado, que se ha dicho que incluso le dio el dinero para hacer la apuesta. La relación se consolidó, y Baird hizo muchos regalos a Langtry, incluyendo dinero, caballos de carreras, y un yate de lujo de vapor de 200 pies (60 m), el "White Ladye". Extremadamente celoso, con el tiempo comenzó a maltratar a Lantry, propinándole en una ocasión una paliza que la mantuvo hospitalizada durante dos semanas. Los asuntos de Baird y Langtry dieron a los columnistas de chismorreos de sociedad abundante material para sus artículos.
De Baird también se ha dicho que era considerado y generoso. En una ocasión envió a su médico a París para atender a un conocido que estaba muy enfermo. Sin embargo, muchos vieron su peor cara cuando se convertía en una persona grosera, malhumorada, o presa de repentinos enfados llenos de ira. En las muchas ocasiones en las que estaba bebido, a menudo molestaba a todo el mundo, pero pocos osaban desafiarle porque sus compañeros de borrachera solían ser boxeadores profesionales. Compensó con indemnizaciones económicas a todos aquellos que afrentó.
Un jinete aficionado amigo suyo –Arthur Yates– dijo de Baird que: «Me gustaba mucho, pero por desgracia no escogía a sus amigos sabiamente, y los resultados eran desastrosos. Ninguno de sus compañeros, aun así, vino con él a Bishop Sutton, donde él sabía que yo no toleraría a ninguno de ellos, y por ello siempre vi el lado mejor de su naturaleza, el cual era, en el fondo, muy suave y agradable».
Baird adquirió su casa de Londres (en el 36 de Curzon Street) durante una velada en la que cenó y bebió con el dueño del inmueble, Sir George Chetwynd, otro hombre del turf. Baird expresó su admiración por la propiedad, hasta el punto de que Chetwynd se la vendió con todo su contenido incluido. A la mañana siguiente, Baird despertó en el dormitorio principal con una tremenda resaca, y se le notificó que era el nuevo propietario.

## Combates de boxeo

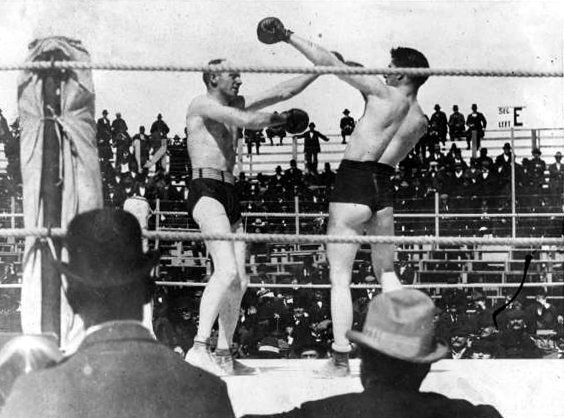
Combate entre Fitzsimmons y Corbett (1897)

Baird se interesó en los combates de boxeo después de ver uno en una hostería de Newmarket. Estos combates eran ilegales por entonces, así que las peleas se organizaban clandestinamente. Instaló su propia sala de boxeo en Bedford Lodge, donde invitó a algunos de los principales luchadores de la época, como Charlie Mitchell y Jem Smith.
En aquel tiempo, se estaban realizando intentos para regular el boxeo. Un grupo de caballeros fundó el "Pelican Club", donde se disputaban combates sujetos a las estrictas "Reglas del Marqués de Queensbury". Baird fue miembro del club, pero se le expulsó tras estar implicado en un escándalo relacionado con un combate. Frank Slavin y Jem Smith se enfrentaban en la ciudad belga de Brujas. Cuando el combate parecía decantarse en contra del hombre de Baird (Smith), los asistentes de las primeras filas invadieron el ring, la lucha tuvo que ser detenida y se decretó un empate. Esto coincidió con alguna gran apuesta con este resultado, y el comité del Pelican culpó a Baird de este amaño. Baird intentó ser readmitido infructuosamente; el 7 de marzo de 1890, el comité de apelación falló en su contra.
Dedicaba menos tiempo a las carreras de caballos que al boxeo. En 1893 visitó Estados Unidos con Charlie Mitchell y Jem Hall (además de sus entrenadores) para desafiar a "Gentleman" Jim Corbett en un combate. Mientras esperaban la respuesta de Corbett, se organizó un combate entre Jem Hall y Bob Fitzsimmons en Nueva Orleans. Hall fue derrotado, y Baird, que había estado en su rincón del ring, se lanzó a la noche de la ciudad para ahogar sus penas. Afectado por un enfriamiento, a la mañana siguiente despertó con fiebre. Mitchell dejó al enfermo Baird en el Hotel Saint Charles de San Luis, regresando a Nueva York para proseguir su reto con Corbett. Baird murió de neumonía el 18 de marzo de 1893, habiendo sido tratado por tres doctores, que mantuvieron informados de la situación a sus amigos en Inglaterra por telegrama.
El cónsul británico intervino organizando el traslado del cuerpo a Inglaterra para ser enterrado. Recibió sepultura junto a su padre en el patio de la iglesia de Stichill. En su testamento, dejó sus propiedades a su madre, quien murió a los 73 años de edad en 1895. También fue enterrada en Stichill.
Los portadores del féretro en el entierro de Baird fueron siete de sus primos (uno de ellos era John George Alexander Baird, parlamentario por Glasgow Central). El luchador Charlie Mitchell acudió al entierro, pero no se unió a la procesión.

## Cultura popular
- Gran parte de la relación de Baird con Lillie Langtry aparece dramatizada en la serie televisiva británica de 1978 Lillie, protagonizada por Francesca Annis.